# تشارلي هرنانديز
تشارلي هرنانديز (بالإنجليزية: Charlie Hernández)‏ هو سياسي أمريكي، ولد في 19 فبراير 1965 في ماياجويز في الولايات المتحدة. حزبياً، نشط في Popular Democratic Party (Puerto Rico) ‏.